# Кларк, Чивон
Чивон Кларк (англ. Cheavon Clarke, род. 19 декабря 1990, Монтего-Бей, Ямайка) — британский боксёр-профессионал, ямайского происхождения, выступающий в первой тяжёлой весовой категории. Участник Олимпийских игр 2020 года, бронзовый призёр Европейских игр (2019), серебряный призёр чемпионата Европы (2017), бронзовый призёр чемпионата ЕС (2018), бронзовый призёр Игр Содружества (2018), многократный чемпион Англии, многократный победитель и призёр международных и национальных турниров в любителях. Среди профессионалов бывший чемпион по версиям IBF International (2023), WBA International (2024) в 1-м тяжёлом весе. Бывший чемпион Британского боксерского совета (BBBofC) в 1-м тяжёлом весе (2024 — 2025).
Лучшая позиция по рейтингу BoxRec — 21-я (декабрь 2023) и является 4-м среди британских боксёров первой тяжёлой весовой категории, а по рейтингам основных международных боксёрских организаций занимает: 6-ю строчку рейтинга WBC,15-ю строчку рейтинга IBF, 14-ю строчку рейтинга WBO — входя в ТОП-30 лучших крузеров всего мира.

## Биография
Родился 19 декабря 1990 года в Монтего-Бей на Ямайке, и вырос в сельской местности Ямайки. В возрасте 11 лет Чевон переехал в Англию.
Чевон дважды обманул смерть: один раз в 6 лет — когда он упал с крыши, играя в прятки с друзьями, и снова, когда ему было 18 лет — у него лопнул аппендикс, и он оказался в больнице.
В юности он работал водителем грузовика.

## Любительская карьера
В июле 2014 года участвовал в Играх Содружества в Глазго (Шотландия) представляя Ямайку в полутяжёлой категории до 81 кг, где он в 1/8 финала проиграл Шону Макглинчи из Северной Ирландии — ставшему в итоге бронзовым призёром Игр 2014 года.
В мае 2016 года стал чемпионом Англии в весе до 91 кг на взрослом чемпионате ABA.
В апреле 2017 года вновь стал чемпионом Англии в весе до 91 кг. И в июне 2017 года в Харькове завоевал серебряную медаль на чемпионате Европы в весе до 91 кг, в финале уступив по очкам россиянину Евгению Тищенко.
В апреле 2018 года в Голд-Косте стал бронзовым призёром Игр Содружества, в полуфинале проиграв опытному новозеландцу Дэвиду Ньике.
В ноябре 2018 года в Вальядолиде (Испания) стал бронзовым призёром чемпионата Европейского союза.
В июне 2019 года завоевал бронзу в весе до 91 кг на Европейских играх в Минске, в четвертьфинале победив по очкам опытного боксёра из Нидерландов Петера Мюлленберга, но в полуфинале проиграв по очкам (счёт: 1:4) белорусскому боксёру Владислав Смягликов.
В сентябре 2019 года участвовал в чемпионате мира в Екатеринбурге, где в 1/16 финала по очкам победил бельгийского боксёра Виктора Шельстрата, затем в 1/8 финала по очкам победил армянского боксёра Генрика Саргсяна, но в четвертьфинале проиграл по очкам (0:5) опытному россиянину Муслиму Гаджимагомеду.

### Олимпийские игры 2020 года
В начале июня 2021 года в Париже (Франция), в 1/8 финала Европейского квалификационного турнира по очкам (счёт: 3:2) победил армянского боксёра Нарека Манасяна, затем в четвертьфинале победил по очкам (счёт: 3:2) греческого боксёра Вагкана Нанитзаняна, но в полуфинале этого турнира проиграл по очкам (счёт: 1:4) испанскому боксёру Эммануэлю Рейесу, но всё равно прошёл квалификацию и получил лицензию на Олимпийские игры 2020 года.
В июле 2021 года стал участником Олимпийских игр в Токио, где в 1/8 финала соревнований решением большинства судей (счёт: 1:4) в очень конкурентном бою проиграл бразильскому боксёру Абнеру Тейшейре — который в итоге стал бронзовым призёром Олимпийских игр.

## Профессиональная карьера
В январе 2022 года подписал долгосрочный контракт с британской промоутерской компанией Matchroom Boxing Эдди Хирна. И 27 февраля 2022 года в Лондоне (Великобритания) состоялся его дебют на профессиональном ринге, когда он нокаутом во 2-м раунде победил хорвата Тони Вишика.
30 сентября 2023 года в Лондоне (Великобритания) единогласным решением судей (счёт: 98-92, 99-91 — дважды) победил чешского боксёра Василя Дуцара, и завоевал вакантный титул чемпиона по версии IBF International в 1-м тяжёлом весе.
27 января 2024 года в Белфасте нокаутировал местного экс-чемпиона Томми Маккарти, завоевав вакантный титул чемпиона по версии WBA International в 1-м тяжёлом весе.
25 мая 2024 года в Лидсе (Великобритания) прошел поединок с британцем Эллисом Зорро за вакантный чемпионский титул Британского боксерского совета (BBBofC) в 1-м тяжёлом весе. В стартовом раунде было много борьбы в клинче и мало бокса. Оба не хотели уступать в силовой противостоянии. Последующие раунды проходили в равной борьбе, где Зорро имею преимущество в антропометрии и был ближе к победе за счёт острого джеба. В бою снова появились сполерские моменты с фолами. В 8-м раунде рефери сделал предупреждение Зорро за захваты рук соперника. Ровно за 10 секунд до конца раунда Зорро пропускает два правых боковых и тяжело заваливается на канаты. Подняться он не сумел.
31 августа 2024 года в Карсоне (США) провел промежуточный бой с 36-летним нигерийцем Эфетобором Апочи (12-3, 12 КО). На старте боя Апочи попытался давить Кларка. По первым раундам Кларк работает от джеба и предпочитает больше двигаться. Апочи мало делает, уступает в футворке и количестве ударов, но его удары выглядели мощнее. Во второй половине Апочи начал рисковать, он понял что проигрывает бой и вытягивает в открытый бокс британского оппонента. Вторая половина боя прошла с преимуществом Апочи. В 8-м раунде Кларк смог потрясти нигерийца правым боковым и удачно продолжить точной серией, вырав раунд. Апочи поняв что проигрывает бой смог отыграть 9-й раунд, где серьезно зацепил заигравшегося британца. 10-й раунд так же остался за Апочи где Кларк был близок к падению. Судьи жали близкую победу большинством голосов Кларку: 95-95, 98-92 и 97-93.
14 декабря 2024 года в Монте-Карло (Монако) в главном событии вечера в бою за вакантный пояс чемпиона Европы по версии EBU встретился с Леонардо Москеа (16-0, 9 КО). Бой начался без разведки и Москеа смог мощным левым боковым зацепить Кларка. После пары добивающих ударов Кларк оказывается на полу в нокдауне, но он смог встать и продолжить. Второй раунд так же остался за Леонардо, было видно, что Чивон не смог полностью восстановиться. В третьем раунде Кларк наконец пришёл в себя и забрал раунд. Четвертая трехминутка снова пошла в актив французского крузера - он создавал давление и был активней. Последующие раунды перешли под контроль Кларка, он полностью восстановился от нокдауна, включил ноги и свел к минимуму пыл француза. Во второй половине боя Москеа можно отдать лишь 8-й, финальный 12-й был близкий. Судьи вынесли спорный вердикт: 117-113 Кларк, 116-112 и 115-112 Москеа.
26 апреля 2025 года на Tottenham Hotspur Stadium в Лондоне (Англия) в андеркарде боя Юбэнк-младший - Бенн встретился с непобеждённым соотечественником Виддалом Райли (12-0, 7 КО). На кону боя стоял титул чемпиона Британии принадлежащий Кларку. Более молодой претендент в первой половине боя работал за счёт контратак, был точным и эффективным. Кларк шёл вперед, поддавливал, но почти не доносил точных ударов. Кларк никак не мог подстроиться к более подвижному сопернику работающему в контратакующем стиле, а в 11 раунде даже ощутимо пропустил. Судьи оценили бой единогласно: 115-113, 116-112 и 117-111.

## Статистика профессиональных боёв
В таблице перечислены результаты всех поединков боксёров.
В каждой строке указан результат поединка. Дополнительно номер поединка обозначен цветом, который обозначает итог поединка. Расшифровка обозначений и цветов представлена в нижеследующей таблице.
| Пример | Расшифровка                     |
| ------ | ------------------------------- |
|        | Победа                          |
|        | Ничья                           |
|        | Поражение                       |
|        | Планируемый поединок            |
|        | Поединок признан несостоявшимся |
| КО     | Нокаут                          |
| ТКО    | Технический нокаут              |
| PTS    | Решение судей (по очкам)        |
| UD     | Единогласное решение судей      |
| MD     | Решение большинства судей       |
| SD     | Раздельное решение судей        |
| RTD    | Отказ от продолжения боя        |
| DQ     | Дисквалификация                 |
| NC     | Поединок признан несостоявшимся |

| 10 поединков, 8 побед, (7 нокаутом), 2 поражения. | 10 поединков, 8 побед, (7 нокаутом), 2 поражения. | 10 поединков, 8 побед, (7 нокаутом), 2 поражения. | 10 поединков, 8 побед, (7 нокаутом), 2 поражения. | 10 поединков, 8 побед, (7 нокаутом), 2 поражения.         | 10 поединков, 8 побед, (7 нокаутом), 2 поражения. | 10 поединков, 8 побед, (7 нокаутом), 2 поражения.                                                                    |
| Бой                                               | Рекорд                                            | Дата боя                                          | Соперник                                          | Место проведения боя                                      | Результат                                         | Дополнительно |
| ------------------------------------------------- | ------------------------------------------------- | ------------------------------------------------- | ------------------------------------------------- | --------------------------------------------------------- | ------------------------------------------------- | --- |
| 9                                                 | 9-0                                               | 25 мая 2024                                       | Эллис Зорро (17-1)                                | First Direct Arena, Лидс, Йоркшир, Великобритания         | (12)                                              | Бой за вакантный титул чемпиона по версии Британского боксерского совета (BBBofC) в 1-м тяжёлом весе.                |
| 8                                                 | 8-0                                               | 27 января 2024                                    | Томми Маккарти (20-5)                             | Ulster Hall, Белфаст, Северная Ирландия, Великобритания   | TKO 4 (10), 1:28                                  | Завоевал вакантный титул чемпиона по версии WBA International в 1-м тяжёлом весе.                                    |
| 7                                                 | 7-0                                               | 30 сентября 2023                                  | Василь Дуцар (14-6-2)                             | Уэмбли Арена, Лондон, Великобритания                      | UD 10                                             | Завоевал вакантный титул чемпиона по версии IBF International в 1-м тяжёлом весе. Счёт судей: 98-92, 99-91 (дважды). |
| 6                                                 | 6-0                                               | 10 июня 2023                                      | Дэвид Джеймисон (10-2)                            | Уэмбли Арена, Лондон, Великобритания                      | TKO 5 (10), 0:35                                  | |
| 5                                                 | 5-0                                               | 18 февраля 2023                                   | Исраел Дуффус (20-8)                              | Nottingham Arena, Ноттингем, Ноттингемшир, Великобритания | UD 10                                             | Счёт судей: 98-90, 98-88 (дважды).                                                                                   |
| 4                                                 | 4-0                                               | 26 ноября 2022                                    | Хосе Грегорио Ульрих (17-5)                       | Уэмбли Арена, Уэмбли, Лондон, Великобритания              | TKO 2 (8), 0:32                                   | |
| 3                                                 | 3-0                                               | 24 сентября 2022                                  | Маркос Николас Каралицкий (7-5-2)                 | Nottingham Arena, Ноттингем, Ноттингемшир, Великобритания | TKO 4 (8), 2:21                                   | |
| 2                                                 | 2-0                                               | 21 мая 2022                                       | Павел Мартынюк (4-8)                              | O2 Арена, Лондон, Великобритания                          | TKO 3 (6), 1:10                                   | |
| 1                                                 | 1-0                                               | 27 февраля 2022                                   | Тони Вишик (20-29-2)                              | O2 Арена, Лондон, Великобритания                          | KO 2 (6), 2:01                                    | Дебют в профессиональном боксе.                                                                                      |
| Бой                                               | Рекорд                                            | Дата боя                                          | Соперник                                          | Место проведения боя                                      | Результат                                         | Дополнительно |